# Esteban de Arones
Esteban  de Arones,  Esteban de Ronvi, Cartujilla y Cartuja, son los nombres históricos de una alquería, luego hacienda olivarera, situada en Tomares (Sevilla). Actualmente, su edificio es la sede del Instituto de Estudios Jurídicos y Empresariales El Monte.

## Historia

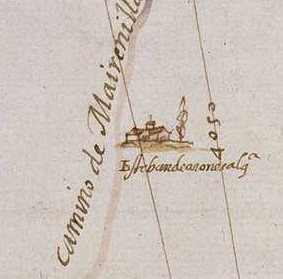
Imagen de la hacienda de Esteban de Arones (Cartuja) en el mapa de Obando de 1628

Situada en una ladera, cerca del arroyo de la Fuente, entre San Juan de Aznalfarache y Tomares, sus orígenes son inciertos. Si bien hay constancia de su existencia a partir de la Edad Media.
Propiedad de Don Fernando de Torres (1410-1467), perteneciente al importante linaje de los Torres de Villarreal, personaje significativo en la corte del rey Don Juan II de Castilla, y confesor de Enrique IV. Fue prior del Monasterio de Santa María de las Cuevas, también conocido como Monasterio de  la Cartuja de Sevilla.
A la muerte de Fernando de Torres, la comunidad cartujana recibió en herencia la citada alquería. A partir de esa época, la hacienda permanece ligada al Monasterio de tal manera, que popularmente se le conoce como Hacienda de Cartuja.
Además de contribuir al sostenimiento del Monasterio, era lugar de descanso y de refugio para los monjes cartujos, cuando las avenidas invernales del río Guadalquivir, anegaban Santa María de las Cuevas.
Tras las desamortizaciones del siglo XIX, la hacienda pasó a propiedad privada. En los años setenta del siglo pasado, la degradación de la cornisa del Aljarafe sevillano, con su especulación urbanística provocó el abandono del caserío y de su olivar.
Actualmente, los terrenos donde se encontraba el centenario olivar, son una urbanización de chalets adosados.

## La hacienda olivarera

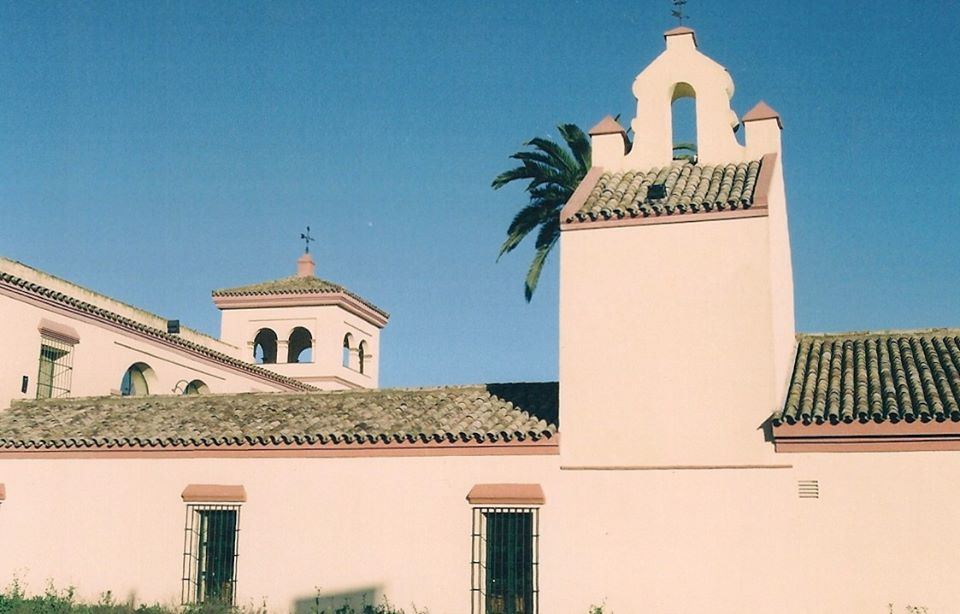
Estado actual del edificio restaurado y transformado de la antigua alquería de Esteban de Arones

Antes de su transformación en la situación actual, a la hacienda se accedía a través de una sencilla pero elegante portada que daba paso a un patio alargado. A la derecha de la entrada quedaba la vivienda del capataz y frente a ella el molino aceitero que tenía una torre contrapeso con espadaña y dos almenillas laterales. Al fondo del patio quedaba el señorío, muy amplio, desarrollado en dos plantas con apeadero, comedor de invierno y verano, abundantes dormitorios y estancias para el servicio, así como torre mirador con ocho arcos geminados sobre columnas con excelentes vistas hacia Sevilla.
Detrás quedaba un pequeño patio con jardín. En torno al patio principal se encontraban además, la capilla y el granero con arcos apuntados góticos del siglo XV, y en el corral de los animales se situaban los tinahones, la vivienda del mulero y otra vivienda del caserío.

## Situación actual
Se encuentra situada en la Avenida del Aljarafe, s/nº de Tomares, perdida entre chalets adosados y centros comerciales. Tras su transformación en un centro bancario, aún podemos admirar los alterados restos de su fachada, y algunos restos arquitectónicos conservados en su interior para mayor "realce" de la sede del Instituto de Estudios Jurídicos y Empresariales El Monte.